# Rainforest Trust
Der Rainforest Trust ist eine Non-Profit-Organisation (NPO) Umweltschutzorganisation nach amerikanischem Recht, die am 8. Dezember 1988 in New York gegründet wurde. Die zugrunde liegende Idee ist es, Land in tropischen Gebieten zu kaufen und dieses zu schützen, um damit die dort lebenden gefährdeten Arten zu bewahren. Der ursprüngliche Name  war World Parks Endowment. In 2006 fusionierte sie mit World Land Trust, einer englischen NPO Umweltorganisation, und benannte sich um in „World Land Trust-US“, um so die Kosten zu optimieren und mehr in die einzelnen Projekte investieren zu können. Am 16. September 2013 im Rahmen der 25-Jahr-Feier des Bestehens wurde der Name in Rainforest Trust geändert.
Die Organisation unterstützt den Ankauf von großen Flächen Landes durch lokale NGOs auf eine vergleichbare Art, wie es die „The Nature Conservancy“ macht. Bis jetzt wurden Flächen in der Größenordnung von 47000 km2 unter Schutz gestellt.

## Beispielprojekte
Abgeschlossen
- Schutz für Gorillas im Regenwald des Kongo ca. 4500 km2.[2]
- Schutz des Nebelwalds in Ecuador ca. 6 km2.[3]
- Schutzgebiet für Bogenstirn-Hammerhaie im Golfo Dulce in Costa Rica ca. 700 km2.[4]

In Arbeit
- Schutz des indigenen Lebensraums im Amazonasgebiet Peru ca. 24700 km2.[5]
- Schutz der wildlebenden Tiere in Java ca. 40 km2.[6]